# Leucoloma grimmioides
Leucoloma grimmioides là một loài Rêu trong họ Dicranaceae. Loài này được P. de la Varde mô tả khoa học đầu tiên năm 1950.